# Post mortem nihil est
Post mortem nihil est è una locuzione latina, che tradotta alla lettera significa "dopo la morte non esiste nulla".
L'autore, Lucio Anneo Seneca, la inserisce nella tragedia Le Troiane (atto II, v. 398-399) con lo scopo di indicare come la morte liberi gli uomini da ogni sofferenza e sia la soluzione di tutti i dolori (mors dolorum omnium exsolutio est); inoltre sostiene che la morte non è né buona né cattiva ma neutrale, dal momento che riduce al nulla ogni cosa.
Il secondo coro della tragedia recita testualmente: Post mortem nihil est, ipsaque mors nihil: velocis spatii meta novissima (in italiano: "dopo la morte non esiste nulla, la morte stessa è il niente: l'ultima meta di una corsa rapida").